# Полютиха-Западная
Полютиха-Западная — губа на Мурманском берегу Баренцева моря, вблизи российско-норвежской границы. Вдаётся в юго-восточную часть берега залива Варангер-фьорд. Губа открыта к северу, вдается в материк на 1,8 км. Ширина у входа 1,0 км. Максимальная глубина свыше 20 м. Глубина залива постепенно уменьшается к вершине губы.
Залив расположен в 23 км к западу от губы Печенга, к востоку от мыса Ворьема, к северо-западу от озера Исо-Суолавуоненъярви. В губу впадает несколько ручьёв, крупнейший из которых в вершину. Губу с запада ограничивает мыс Ристиниеми. В акватории губы располагается множество подводных камней. В губе возможна якорная стоянка судов.
Западный и восточный берега губы в основном состоят из крупных (до 157 м) каменных обрывистых гор, южный берег, близ вершины покрыт хвойным лесом.
Населённых пунктов на берегах реки нет. Административно бухта входит в Печенгский район Мурманской области России.